# WrestleMania 41
WrestleMania 41 of WrestleMania  Vegas was  een tweedaagse en de 41ste professioneel worstel-pay-per-view (PPV) en WWE Network evenement van WrestleMania dat georganiseerd wordt door WWE voor hun Raw en SmackDown brands. Het evenement stond gepland voor 19 en 20 april 2025 in Allegiant Stadium in Paradise, Nevada. Dit was ook de eerste WrestleMania  zijn  dat in de meeste markten buiten de Verenigde Staten op Netflix word uitgezonden, na de overstap van WWE Network naar de dienst in januari 2025.. Dit evenement zag ook de terugkeer van Becky Lynch.

## Heel/face turns
De volgende WWE Superstars werd heel of face tijdens dit evenement.
| Worstelaar(s) | status voor WM41 | Status na WM41 |
| ------------- | ---------------- | -------------- |
| Seth Rollins  | Face             | Heel           |
| Paul Heyman   | Face             | Heel           |

## Wedstrijden
Avond 1 (19 april)
| Nr. | Match                                                                            | Winnaar(s)          | Opmerkingen                                                      | Bron  |
| --- | -------------------------------------------------------------------------------- | ------------------- | ---------------------------------------------------------------- | ----- |
| 1   | Tiffany Stratton (vk) vs. Charlotte Flair                                        | Tiffany Stratton    | Een-tegen-een wedstrijd voor het WWE Women's Championship.       | [ 2 ] |
| 2   | Gunther (vk) vs. Jey Uso                                                         | Jey Uso             | Een-tegen-een wedstrijd voor het World Heavyweight Championship. | [ 3 ] |
| 3   | Jade Cargill vs. Naomi                                                           | Jade Cargill        | Een-tegen-een wedstrijd                                          | [ 4 ] |
| 4   | The War Raiders (Erik & Ivar) (c) vs. The New Day (Kofi Kingston & Xavier Woods) | The New Day (nk)    | Tag team wedstrijd voor het World Tag Team Championship          | [ 5 ] |
| 5   | LA Knight (vk) vs. Jacob Fatu                                                    | Jacob Fatu (nk)     | Een-tegen-een wedstrijd voor het WWE United States Championship  | [ 6 ] |
| 6   | Rey Fenix vs. El Grande Americano                                                | El Grande Americano | Een-tegen-een wedstrijd                                          | [ 7 ] |
| 7   | Roman Reigns vs. Seth Rollins vs. CM Punk (met Paul Heyman)                      | Seth Rollins        | Triple Threat match.                                             | [ 8 ] |

Avond  2 20 april
| Nr. | Match                                                              | Winnaar(s)                       | Opmerkingen                                                                     | Bron   |
| --- | ------------------------------------------------------------------ | -------------------------------- | ------------------------------------------------------------------------------- | ------ |
| 1   | Iyo Sky (vk) vs. Bianca Belair vs. Rhea Ripley                     | Iyo Sky                          | Triple Threat match voor het WWE Women's World Championship.                    | [ 9 ]  |
| 2   | Logan Paul vs. AJ Styles                                           | Logan Paul                       | Een-tegen-een wedstrijd                                                         | [ 10 ] |
| 3   | Liv Morgan & Raquel Rodriguez (vk) vs. Becky Lynch & Lyra Valkyria | Becky Lynch & Lyra Valkyria (nk) | Tag team wedstrijd voor het WWE Women's Tag Team Championship                   | [ 11 ] |
| 4   | Bron Breakker (vk) vs. Penta vs. Finn Bálor vs. Dominik Mysterio   | Dominik Mysterio                 | Fatal four-way match voor het WWE Intercontinental Championship.                | [ 12 ] |
| 5   | Damian Priest vs. Drew McIntyre                                    | Drew McIntyre                    | Sin City Street fight                                                           | [ 13 ] |
| 6   | Cody Rhodes (vk) vs. John Cena                                     | John Cena (nk)                   | Een-tegen-een wedstrijd voor het WWE Championship & WWE Universal Championship. | [ 14 ] |

(vk) = verdedigend kampioen